# L'assedio di Corinto
L'assedio di Corinto (Le siège de Corinthe nella versione originale francese), è una tragédie lyrique di Gioachino Rossini in tre atti su libretto di Luigi Balocchi e Alexandre Soumet. Fu rappresentata per la prima volta al Théâtre de l’Académie Royale de Musique di Parigi il 9 ottobre 1826. L’opera è un rifacimento del Maometto secondo, opera napoletana del 1820.

## Riprese dell'opera
Dopo aver conosciuto un grande successo fino alla metà circa dell'Ottocento, l'opera, nella seconda metà del secolo, venne sempre meno rappresentata, fino a scomparire quasi del tutto dai grandi circuiti, almeno in Italia, nei primi decenni del Novecento.
Nel secondo dopoguerra venne ripresa da alcuni teatri italiani, fra cui il Comunale di Firenze. Qui ebbe luogo, il 4 giugno 1949 la prima ripresa, in italiano, sotto la direzione del maestro Gabriele Santini, con il soprano Renata Tebaldi, il tenore Mirto Picchi, Miriam Pirazzini e Giulio Neri.
Nel 1951 avviene la prima nel Teatro dell'Opera di Roma diretta da Santini con la Tebaldi, la Pirazzini, Picchi ed Andrea Mongelli.
Ma a consacrare il titolo fu la celebre rappresentazione del 1969 alla Scala di Milano diretta da Thomas Schippers, che si avvalse del trionfo italiano di Beverly Sills nella parte di Pamira, Marilyn Horne, Franco Bonisolli, Justino Díaz e Piero De Palma (va detto, tuttavia, che l'edizione presentata alla Scala, e successivamente incisa per la EMI anni dopo, è in realtà un pastiche tra la Siège e alcuni brani del Maometto secondo: in molti criticarono questa "commistione" assai poco filologica).

La prima rappresentazione al Rossini Opera Festival avviene nel 2000, protagonisti Ruth Ann Swenson, Michele Pertusi e Giuseppe Filianoti, con la direzione di Maurizio Benini.
La versione più recente di quest'opera, realizzata sulla base dell'edizione critica, realizzata parallelamente dal Rossini Opera Festival e dalla Fondazione Rossini è stata presentata il 10 agosto 2017 come spettacolo inaugurale della trentottesima edizione del festival, con protagonisti, fra gli altri, Luca Pisaroni e Nino Machaidze.

## Cast della prima assoluta
| Ruolo      | Registro vocale | Interprete della prima assoluta |
| ---------- | --------------- | ------------------------------- |
| Cléomène   | tenore          | Louis Nourrit                   |
| Pamyra     | soprano         | Laure Cinti-Damoreau            |
| Néoclès    | tenore          | Adolphe Nourrit                 |
| Mahomet II | basso           | Henri-Étienne Dérivis           |
| Adraste    | tenore          | Monsieur Bonel                  |
| Hiéros     | basso           | Alexandre-Aimé Prévost          |
| Ismène     | mezzosoprano    | Madame Frémont                  |
| Omar       | tenore          | Ferdinand Prévôt                |

## Trama[1]
La vicenda ricalca, con qualche differenza, quella del Maometto secondo.
L'azione è ambientata a Corinto, assediata dall'esercito ottomano pochi anni dopo la caduta di Costantinopoli.

### Atto primo
Vestibolo del palazzo del Senato

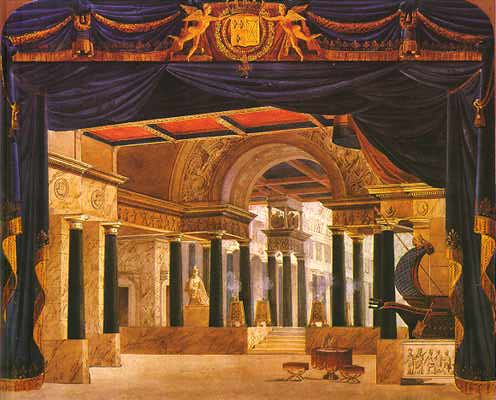
Schizzo dalla scenografia del primo quadro, atto primo: vestibolo del palazzo del Senato
(acquarello di Auguste Caron)

Conquistata Costantinopoli nel 1453 e decapitato il millenario impero bizantino, sei anni dopo i Musulmani, al comando del terribile sultano Maometto II, stringono di assedio Corinto. Sgomenti e allo stremo delle forze, i difensori della città greca si raccolgono intorno al governatore Cléomène: resistere fino all’ultimo sangue, oppure arrendersi al nemico? Il condottiero Néoclès e il vecchio Hiéros esortano i combattenti ad affrontare con coraggio l’ultimo sacrificio, per l’onore della Grecia. Usciti i guerrieri, Néoclès ricorda a Cléomène la promessa di dargli in sposa la figlia Pamyra. La calamità incombente suggerisce al governatore di affrettare tali nozze, che dovrebbero assicurare alla figlia il valido sostegno del giovane guerriero; ma a tale decisione Pamyra appare riluttante e alla fine rivela di avere giurato fede ad un altro uomo, chiamato Almanzor, conosciuto in Atene tempo addietro. Opposti i motivi, uguale lo sconcerto e il dolore dei tre. Un coro annuncia prossimo l’assalto del nemico e mentre Cléomène e Néoclès si uniscono ai difensori delle mura, Pamyra promette al padre che se la sorte dovesse volgere al peggio per i Greci, ella si toglierà la vita col pugnale che egli le ha dato.
La scena si muta in una piazza di Corinto, invasa dai Turchi che minacciano dure rappresaglie per coloro che resisteranno. Acclamato dai suoi, giunge Mahomet, il quale ordina che i capolavori d’arte che adornano Corinto vengano rispettati, a testimonianza del suo amore per il bello. Omar riferisce al suo signore che tutta la città è presa, tranne la fortezza che ancora resiste. Uno dei capi greci è stato fatto prigioniero e Mahomet ordina che venga risparmiato e gli sia condotto innanzi: vuole interrogarlo prima di proseguire la sua marcia di conquista verso Atene, dove anni prima ha soggiornato in incognito e dove ha conosciuto una fanciulla di cui è ancora innamorato. Il prigioniero è Cléomène: Mahomet gli chiede di ordinare ai suoi di deporre le armi, e, al suo rifiuto, minaccia di sterminare tutti i superstiti difensori della città. Ma ai piedi del vincitore si getta Pamyra, e gli amanti di un tempo riconoscono l’un l’altro. Mahomet, felice, si dice pronto a sposare Pamyra: in cambio, egli userà clemenza con la Grecia. Ma Cléomène rammenta alla figlia che ella è promessa a Néoclès, e, all’indecisione della fanciulla, la maledice. Furente, Mahomet torna a minacciare vendetta se il suo desiderio verrà contrastato.

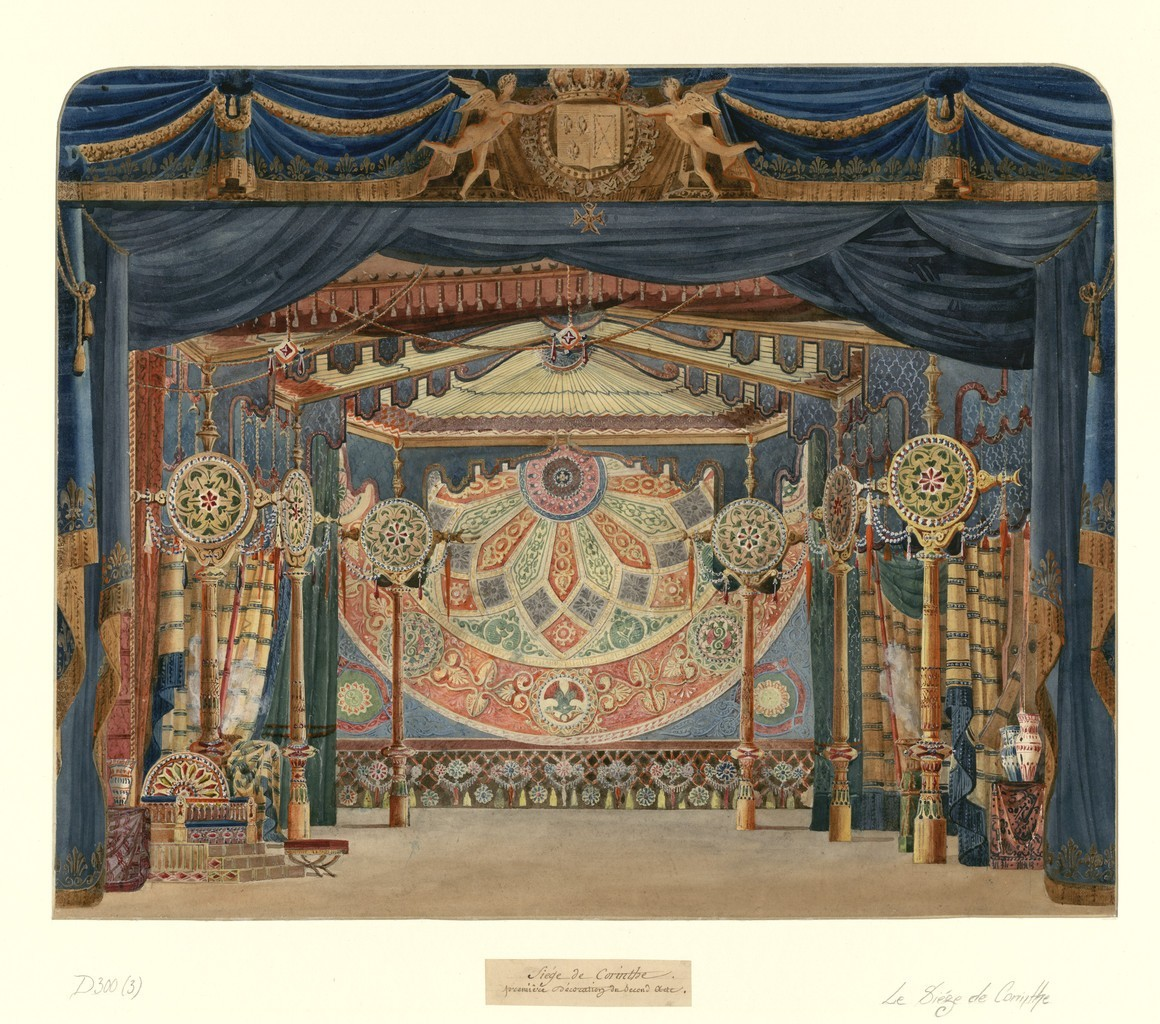
Schizzo dalla scenografia dell'atto secondo: la tenda di Maometto
(acquarello di Auguste Caron)

### Atto secondo
Padiglione di Mahomet
Si appresta la cerimonia nuziale che dovrebbe unire Mahomet a Pamyra, ma la fanciulla, combattuta tra l’amore e il dovere, invoca l’aiuto della madre morta. In un accorato colloquio, Pamyra manifesta a Mahomet il suo stato d’animo; il Sultano le ribadisce che da quelle nozze dipenderà la salvezza del suo popolo. Tra canti, danze e preghiere, sta per avere inizio il rito nuziale, quando si ode un tumulto, destato dalla fierezza di Néoclès, che sopraggiunge a minacciare la rivolta dei Greci. Pamyra riesce a sottrarlo all’ira di Mahomet facendolo passare per suo fratello: il Sultano lo fa liberare dalle catene, ingiungendogli di essere testimone delle nozze che intende affrettare. Néoclès rifiuta sdegnato, ma intanto Omar annuncia che Corinto è insorta in un estremo, disperato tentativo di riscossa che vede le donne greche unite ai guerrieri. Dalla cittadella, Cléomène chiama la figlia, la quale non può sottrarsi a quel richiamo e si allontana con Néoclès e i Greci: un tempo aveva amato Mahomet come Almanzor, ora lo fugge come nemico della patria. Scatenati dall’ira estrema del loro capo, i Turchi si apprestano alla rappresaglia.

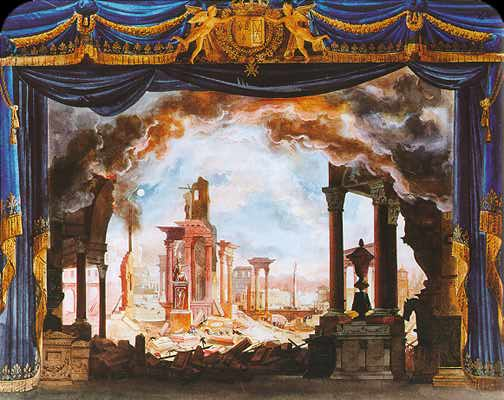
Schizzo dalla scenografia del finale terzo: incendio di Corinto
(acquarello di Auguste Caron)

### Atto terzo
Sepolcreto di Corinto
Adraste annuncia a Néoclès che tutto è perduto: tra quelle tombe è l’ultimo rifugio dei Greci superstiti. Si odono le voci di Pamyra e delle donne che invocano Dio; e alla loro preghiera si unisce quella di Néoclès, felice di potere almeno trascorrere gli ultimi istanti di vita accanto alla donna amata. Sopraggiunge Cléomène che crede ancora la figlia rinnegata e spergiura: ma Pamyra viene a gettarsi ai suoi piedi, e Néoclès testimonia la sua fedeltà alla patria. A sua volta, la fanciulla assicura che la sua passione per Mahomet è spenta e si dichiara sposa in vita e in morte di Néoclès: Cléomène commosso benedice la coppia e i tre si uniscono in un ultimo abbraccio. Sopraggiunge Hiéros con un pugno di armati sopravvissuti all’ultima battaglia: il nemico ha circondato il sepolcreto e la catastrofe è imminente. Come rapito da fuoco profetico, Hiéros annuncia che dopo secoli di servitù sotto il giogo turco, la patria riotterrà la libertà: pronti all’estremo sacrificio, i Greci vanno incontro al nemico invocando gli eroi di Maratona e delle Termopili. Rimaste sole, Pamyra e le donne si raccolgono in preghiera invocando la morte liberatrice. Sbaragliati gli ultimi difensori, Mahomet con i suoi irrompe, deciso a far sua Pamyra, ma la fanciulla si dà la morte mentre tutto intorno crolla e Corinto scompare tra le fiamme di un immenso incendio.

## Struttura musicale
- Ouverture

### Atto I
- 1 Introduzione Ta noble voix, Seigneur (Coro, Cléomène, Néoclès, Hiéros)
- 2 Scena e Trio Disgrâce horrible! (Pamyra, Cléomène, Néoclès, Coro)
- 3 Marcia e Coro La flamme rapide
- 4 Recitativo ed Aria La gloire et la fortune (Mahomet, Coro)
- 5 Scena e Finale Primo (Pamyra, Ismène, Cléomène, Omar, Mahomet, Coro)

### Atto II
- 6 Ballata e Coro L'hymene lui donne (Ismène)
- 7 Recitativo ed Aria Du séjour de la lumière (Pamyra, Coro)
- 8 Scena, Duetto e Coro Que-vois je! (Mahomet, Pamyra)
- 9 Inno Divin prophète
- 10 Finale Secondo (Pamyra, Ismène, Néoclès, Omar, Mahomet, Coro)

### Atto III
- 11 Recitativo e Preghiera O toi que je révère (Coro)
- 12 Aria Grand Dieu, faut-il qu'un peuple (Néoclès)
- 13 Scena e Trio Céleste providence! (Pamyra, Cléomène, Néoclès)
- 14 Recitativo e Scena della profezia Marchons! (Hiéros, Coro)
- 15 Recitativo e Preghiera Juste ciel (Pamyra, Coro)
- 16 Finale Terzo (Pamyra, Mahomet, Coro)

## Incisioni discografiche
| Anno                           | Cast (Pamyra, Mahomet, Néoclès, Cléomène)                        | Direttore        | Etichetta     |
| ------------------------------ | ---------------------------------------------------------------- | ---------------- | ------------- |
| 1952 (in italiano)             | Renata Tebaldi, Mario Petri, Miriam Pirazzini, Mirto Picchi      | Gabriele Santini | Hardy Classic |
| 1969 (in italiano - pasticcio) | Beverly Sills, Justino Díaz, Marilyn Horne, Franco Bonisolli     | Thomas Schippers | Opera D'Oro   |
| 1974 (in italiano - pasticcio) | Beverly Sills, Justino Díaz, Shirley Verrett, Harry Theyard      | Thomas Schippers | EMI Classics  |
| 1992 (in lingua originale)     | Luciana Serra, Marcello Lippi, Maurizio Comencini, Dano Raffanti | Paolo Olmi       | Nuova Era     |
| 2010 (in lingua originale)     | Majella Cullagh, Lorenzo Regazzo, Michael Spyres, Marc Sala      | Jean-Luc Tingaud | Naxos Records |